# آرشیدوک یوزف فردیناند اتریش
آرشیدوک یوزف فردیناند اتریش (آلمانی: Joseph Ferdinand Salvator Maria Franz Leopold Anton Albert Johann Baptist Karl Ludwig Rupert Maria Auxilatrix؛ ۲۴ مهٔ ۱۸۷۲ – ۲۸ اوت ۱۹۴۲) یک شاهزاده اهل اتریش بود.